# Haus Stewart

Ursprüngliches Stammwappen der Familie Stewart

Das Haus Stewart (auch Clan Stewart) ist eine schottische Adelsfamilie. Die Hauptlinie der Familie stellte von 1371 bis 1587 die Könige von Schottland. Danach fiel die schottische Krone durch Ehe an eine Nebenlinie desselben Hauses, die sich in französischer Schreibweise Haus Stuart nannte. 
1603 erbte der schottische König Jakob VI. Stuart über seine (hingerichtete) Mutter Maria Stuart den englischen Thron von deren Cousine (und Feindin) Elisabeth I. aus dem Hause Tudor. Seither stellten die Stuarts in Personalunion auch die Könige von England und Irland. Unterbrochen wurde die Herrschaft der Stuarts von 1649 bis 1660 durch die republikanische Regentschaft des Revolutionärs Oliver Cromwell im Commonwealth of England. Unter der letzten Stuart-Königin, Queen Anne, wurden England und Schottland durch den Act of Union 1707 zum Königreich Großbritannien vereinigt. 
1714 wurde das königliche Haus Stuart durch das Haus Hannover auf dem britischen Thron abgelöst und starb 1807 im Mannesstamm der Hauptlinie aus. Ältere Seitenlinien und Bastardlinien, die sich teils Stewart, teils Stuart schreiben, existieren bis heute.

## Geschichte
Die Stewarts gingen aus der bretonischen Familie FitzAlan hervor, die aus der Stadt Dol-de-Bretagne stammte. Der dortige feudale Landesherr war der Bischof von Dol. Dieser bediente sich für die weltliche Verwaltung seiner Ländereien eines Hofbeamten mit dem Titel eines Dapifers oder Seneschalls. Der erste nachweisbare Vorfahr der Familie Stewart war Alain, der 1086 Dapifer des Bischofs von Dol war. Dessen Enkel Alan fitz Flaad ging an den Hof König Heinrichs I. von England, von dem er verschiedene Ländereien, darunter Oswestry in Shropshire, erhielt.
Von den drei Söhnen Alans kehrte der älteste, Jordan fitz Alan, wieder in die Bretagne zurück, der zweite, William fitz Alan, wurde 1137 Sheriff von Shropshire und ist Stammvater der Earls of Arundel. Der dritte Sohn, Walter fitz Alan, ging um 1136 nach Schottland. Dort wurde er um 1150 Dapifer von König David I. Er erhielt Ländereien in Renfrewshire und gründete 1163 die Abtei Paisley. Um 1157 erhielt er die Erblichkeit seines Hofamts bestätigt. Sein Enkel Walter wählte ab etwa 1219 für sein Amt die angesehenere Bezeichnung Senescallus. Er begründete die guten Beziehungen der Familie zur Familie Bruce of Annandale. Walters Sohn Alexander of Dundonald  gehörte während der Minderjährigkeit von König Alexander III. von 1255 bis 1261 als Guardian of Scotland dem Regentschaftsrat an. Vor allem wurde er aber nicht nur als Steward des Königs, sondern auch als Steward of Scotland bezeichnet, was seine Stellung aufwertete. Sein jüngerer Bruder Walter führte als erstes Familienmitglied den Namen Stewart, obwohl er das Amt selbst nie innehatte.

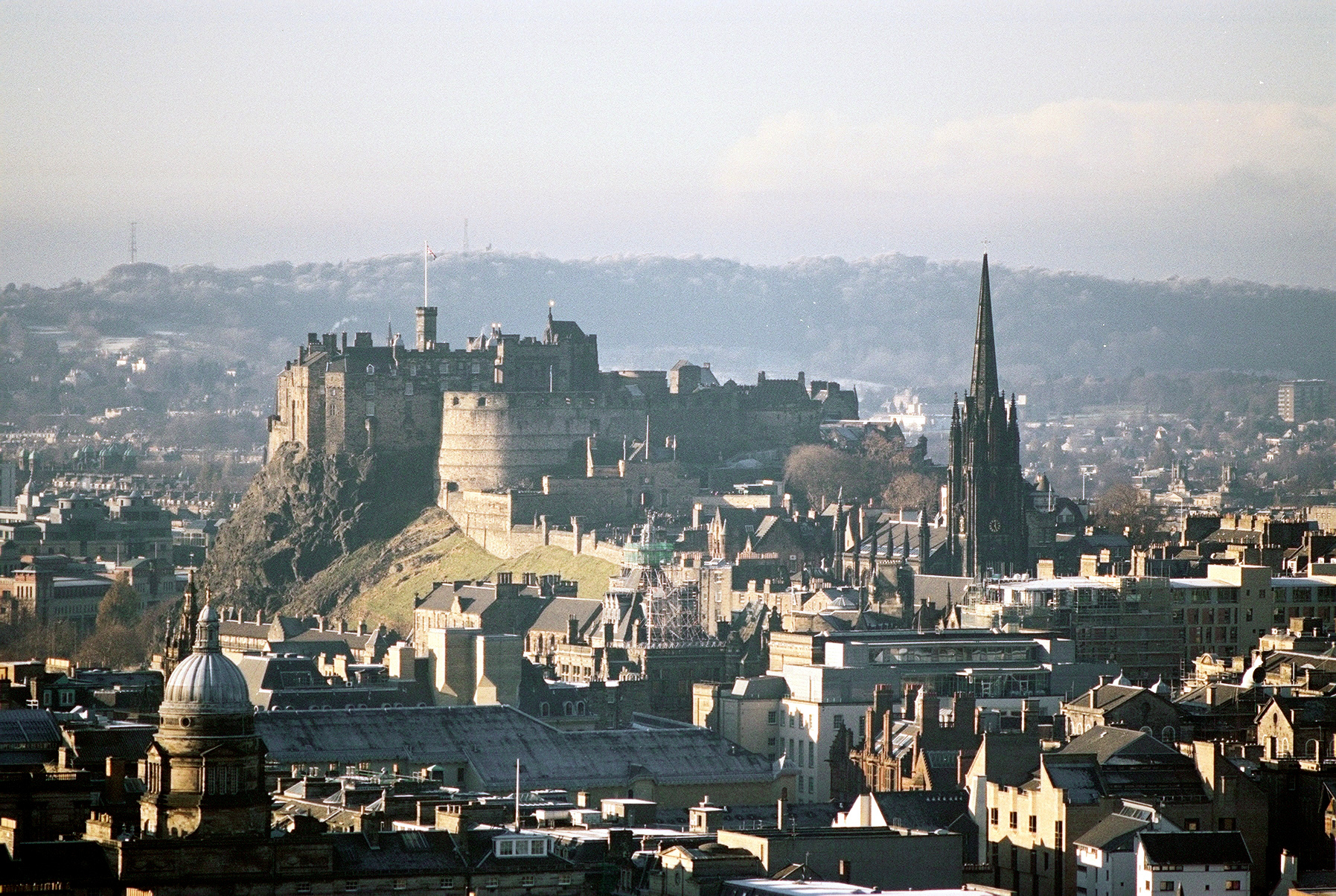
Edinburgh Castle

James the Stewart, der älteste Sohn von Alexander of Dundonald, wurde nach dem Tod von Alexander III. 1286 zu einem der sechs Guardians of Scotland gewählt. Obwohl er nie eine führende Rolle einnahm, war er eine treibende Kraft des Unabhängigkeitskampfes gegen England. 1306 unterstützte er Robert Bruce, als dieser sich als Robert I. zum schottischen König erhob. James’ Sohn Walter Stewart kommandierte in der Schlacht von Bannockburn den linken Flügel und trug damit wesentlich zum Sieg über die Engländer bei. Er heiratete Marjorie, die älteste Tochter von Robert I. Nach dem kinderlosen Tod von David II. 1371, dem Sohn von Robert I., fiel die Krone gemäß der 1318 beschlossenen Erbfolgeregelung an Walters Sohn Robert. Dieser wurde als Enkel von Robert I. als Robert II. als erster Stewart schottischer König. Sein Enkel Jakob I. kämpfte den einheimischen Adel nieder, ermordete z. T. eigenhändig seine Rivalen und ordnete das Land neu. Mit Jakob V. starb 1542 die Hauptlinie der Stewarts, das heißt die Nachkommenlinie Roberts II., im Mannesstamm aus. Nur acht Stewartkönige wurden älter als 50 Jahre, und nur fünf von den siebzehn Herrschern der Familie starben eines natürlichen Todes.
Die Linie wurde durch seine Tochter Maria Stuart (und ihren Mann Henry Stuart, Lord Darnley, der einer älteren Nebenlinie der Familie entstammte, sowie ihren Halbbruder James Stewart, 1. Earl of Moray) fortgeführt, die als Frau des französischen Königs Franz II. den Namen von Stewart auf die französische Schreibweise Stuart änderte.
Maria Stuarts Sohn, Jakob VI., wurde 1603 nach dem Tode Elisabeths I. als Jakob I. zugleich auch englischer König. Sein Sohn Karl I. unterlag im englischen Bürgerkrieg den Truppen des Parlaments und wurde auf Betreiben Oliver Cromwells 1649 nach einem Hochverratsprozess enthauptet.

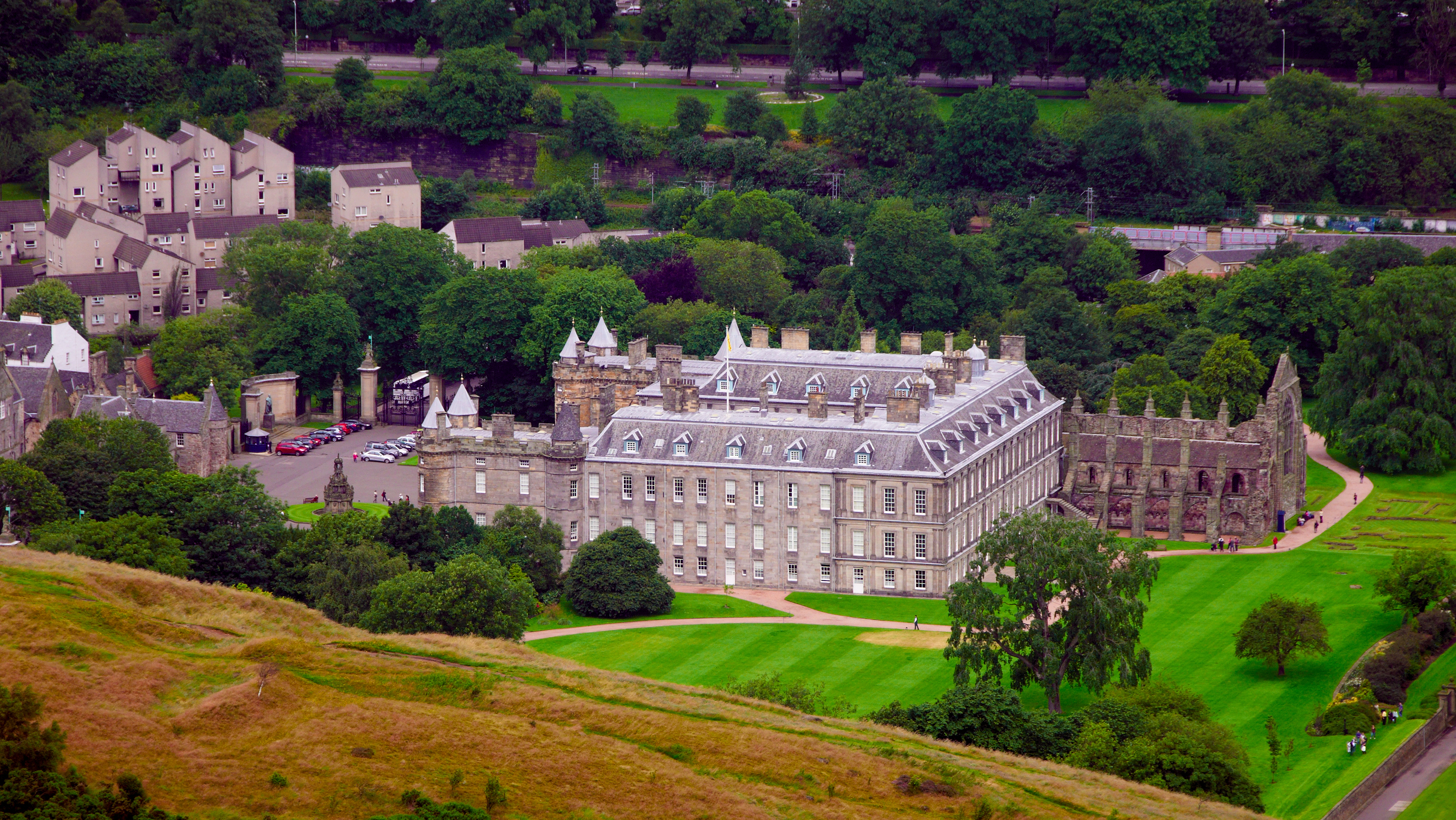
Holyrood Palace in Edinburgh, königlich schottische Residenz

Im Zuge der Stuart-Restauration im Jahr 1660 kehrte dessen Sohn Karl II. aus dem Exil zurück, 1688 jedoch wurde sein Bruder und Nachfolger, der zum Katholizismus konvertierte Jakob II., in der Glorious Revolution gestürzt und lebte noch bis 1701 im französischen Exil. Seine beiden protestantischen Töchter aus erster Ehe, Maria II. und Anne, regierten noch bis 1694 bzw. 1714, ehe das englische Parlament im Act of Settlement (1701) die protestantische Erbfolge unter Umgehung der beiden katholischen Kinder Jakobs II. aus zweiter Ehe gesetzlich festschrieb und damit einen Cousin aus dem Haus Hannover, den Kurfürsten Georg Ludwig, als Georg I. auf den Thron berief. Ein Restaurationsversuch des abgesetzten Königs 1689/90 in Irland sowie Umsturzversuche seines nach Rom emigrierten Sohnes James Francis Edward Stuart und eine Invasion des Enkels Charles Edward Stuart (besser bekannt als Bonnie Prince Charlie) in Schottland in den Jahren 1708, 1715 und 1745/46 blieben erfolglos. Mit Charlies Bruder Henry Benedict Stuart, dem Kardinal von York, starb das exilierte Königshaus Stuart 1807 in der männlichen Hauptlinie aus. Der Thronanspruch der Jakobiten fiel sodann an Nachfahren einer Schwester Jakobs II. aus dem Haus Savoyen und später über das Haus Habsburg-Lothringen an das Haus Wittelsbach. Über Elisabeth Stuart, die Tochter Jakobs I., die einen protestantischen Wittelsbacher geheiratet hatte, und ihre Tochter Sophie von der Pfalz, Vorfahrin des Hauses Hannover, stammen auch alle seither regierenden britischen Monarchen in weiblicher Linie von den Stuarts ab.

## Oberhäupter des Hauses Stewart bzw. Stuart

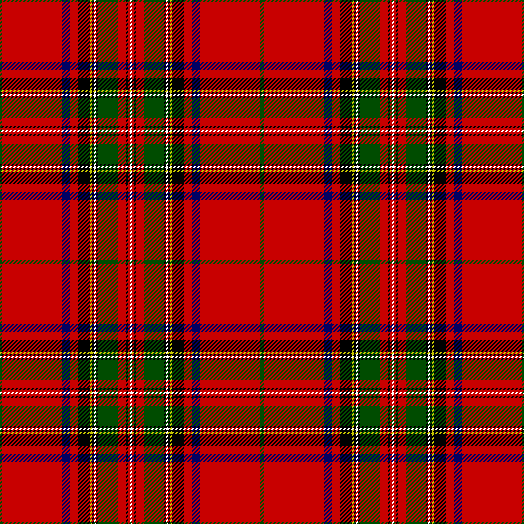
Tartan der Familie Stuart aus dem Vestiarium Scoticum

### High Stewards of Scotland
- Walter FitzAlan the Steward, 1. High Steward of Scotland (* um 1110; † 1177)
- Alan fitz Walter, 2. High Steward of Scotland (* um 1150; † 1204)
- Walter Fitzalan, 3. High Steward of Scotland (* um 1198; † 1241)
- Alexander of Dundonald, 4. High Steward of Scotland (* um 1220; † 1282)
- James Stewart, 5. High Steward of Scotland (* um 1243; † 1309)
- Walter Stewart, 6. High Steward of Scotland (* 1292; † 1327)
- Robert Stewart, 7. High Steward of Scotland (* 1316; † 1390) (1371 als Robert II. König von Schottland)

### Schottische Monarchen
- Robert II. (1371–1390)
- Robert III. (1390–1406)
- Jakob I. (James I.) (1406–1437)
- Jakob II. (James II.) (1437–1460)

Wappen des ersten schottisch-englischen Stuartkönigs Jakob VI./I. ab 1603

- Jakob III. (James III.) (1460–1488)
- Jakob IV. (James IV.) (1488–1513)
- Jakob V. (James V.) (1513–1542)
- Maria Stuart (1542–1587)
- Jakob VI. (James VI.) (1567–1625)

### Schottisch-englische Monarchen

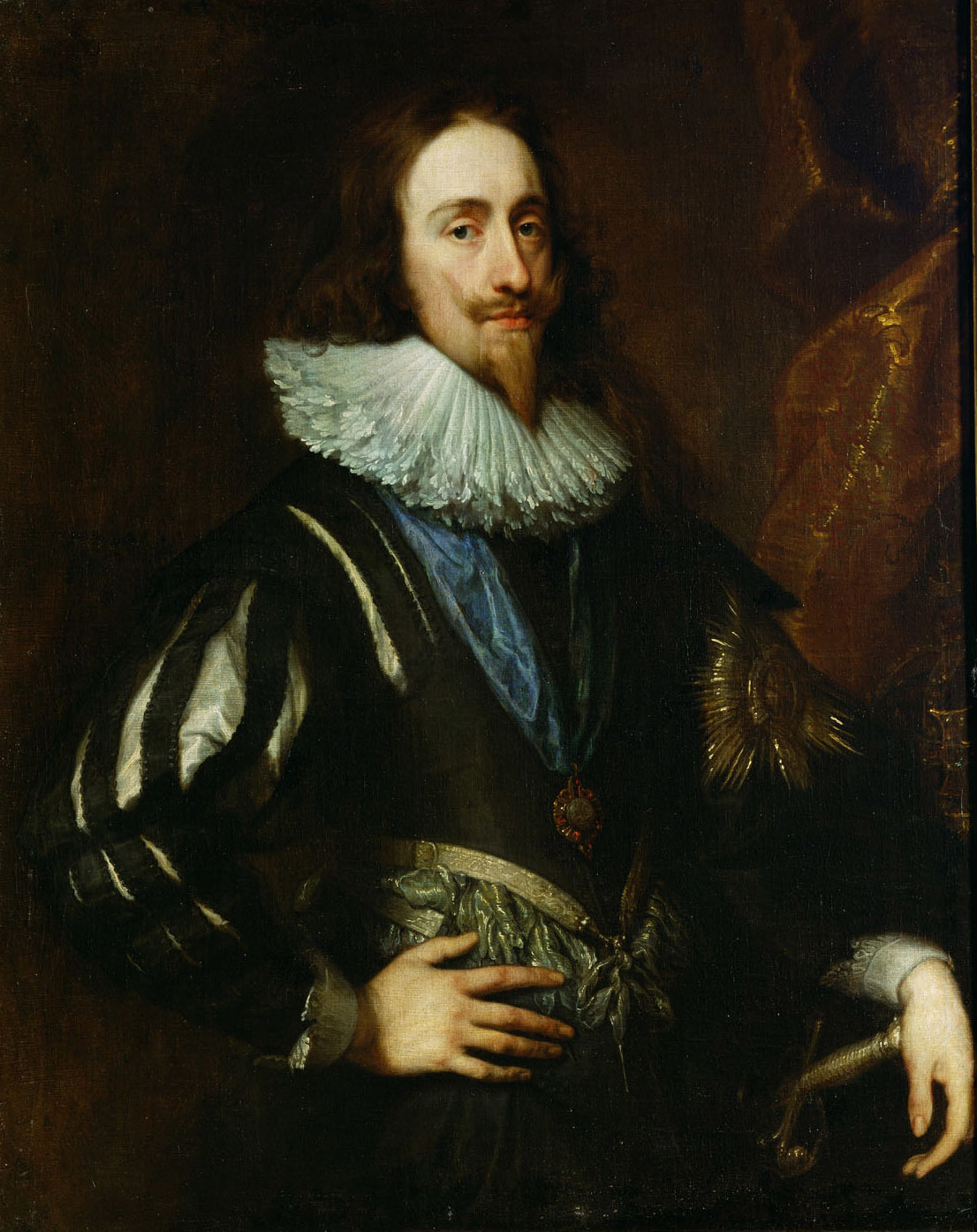
Karl I. von England und Schottland (1625–1649), Porträt von Anthonis van Dyck

- Jakob I. von England und VI. von Schottland (1603–1625)
- Karl I. (1625–1649)
- Karl II. (1660–1685)
- Jakob II. von England und VII. von Schottland (1685–1688)
- Maria II. (1689–1694) ⚭ Wilhelm III. von England und II. von Schottland
- Anne (1702–1714) (ab 1707 britische Monarchin)

### Jakobitische Prätendenten

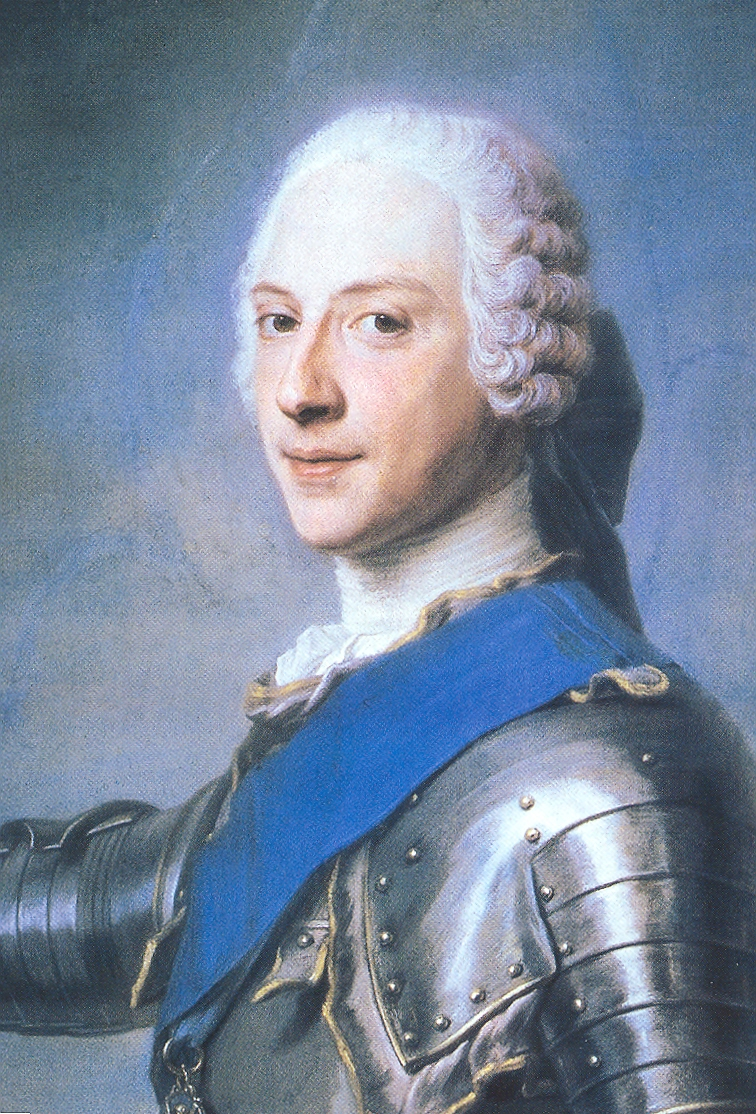
Charles Edward Stuart (1766–1788), als Thronprätendent Karl III. oder „Bonnie Prince Charlie“

- Jakob II. von England und VII. von Schottland (1688–1701)
- Jakob III. von England und VIII. von Schottland (1701–1766)
- Karl III. (1766–1788)
- Heinrich IX. von England und I. von Schottland (1788–1807), Kardinal von York, letzter Stuart
- Karl IV. (1807–1819) aus dem Haus Savoyen
- Viktor I. (1819–1824)
- Maria II. (1824–1840)
- Franz I. (1840–1875), Herzog von Modena aus dem Haus Habsburg-Lothringen
- Maria III., Königin von Bayern (1875–1919)
- Rupprecht, Kronprinz von Bayern (1919–1955) aus dem Haus Wittelsbach
- Albrecht von Bayern (1955–1996)
- Franz von Bayern (seit 1996)

## Nebenlinien des Hauses Stewart

### Dukes of Albany
Duke of Albany war ein erblicher Adelstitel der Peerage of Scotland, der zwischen 1398 und 1660 sechsmal an jüngere Söhne des schottischen Königshauses Stuart verliehen wurde (die siebte und letzte Verleihung ging dann an einen Angehörigen des Hauses Sachsen-Coburg und Gotha).

### Stewart of Darnley

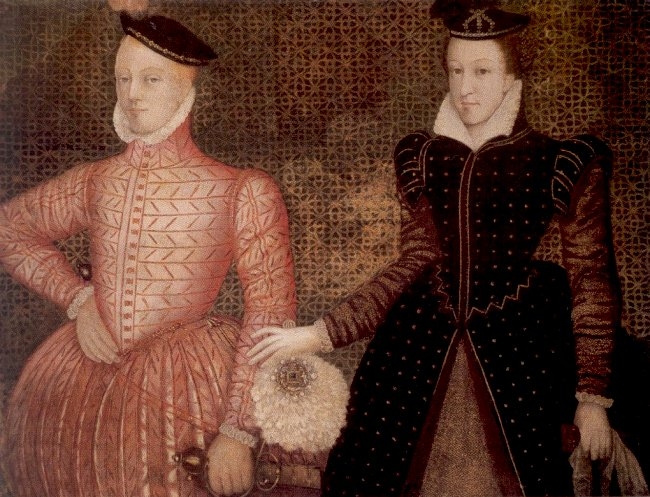
Henry Stewart, Lord Darnley und seine Gemahlin Königin Maria Stuart

Die Familie Stewart of Darnley ist eine Nebenlinie des Hauses Stewart, die von John Stewart of Bonkyl, einem jüngeren Sohn des 4. High Steward Alexander Stewart begründet wurde. Der Name leitet sich aus der Baronie Derneley in Renfrewshire ab, die 1356 an Sir John Stewart verliehen wurde.
John of Derneley, der 1429 in der Schlacht der Heringe fiel, heiratete 1392 Isabel, Tochter des Duncan, 8. Earl of Lennox. 1488 wurde sein Enkel John Stewart, Lord Darnley zum 1. Earl of Lennox ernannt.
Matthew Stewart, 4. Earl of Lennox heiratete Margaret Douglas, Nichte König Heinrichs VIII. und rückte seine Nachkommen damit nah an den englischen Thron. Sein Sohn Henry Stewart, Lord Darnley heiratete die schottische Königin Maria Stuart und in beider Sohn Jakob I., der auch den englischen Thron erbte, vereinigte sich die Linie Darnley wieder mit dem königlichen Haus Stuart. Ein jüngerer Bruder des 4. Earl of Lennox wurde französischer Staatsbürger und begründete die Linie der Herzöge von Lennox. Die Familie Darnley benutzte sowohl den Namen Stewart, wie auch die französische Namensform Stuart.

### Weitere Linien des Hauses Stuart und des Clans Stewart
Alexander Stewart, 1. Earl of Buchan (ca. 1343–1394) war der vierte Sohn von König Robert II.; er hatte mit einer Geliebten sechs illegitime Söhne. Von König Robert II. stammen auch die Stewarts of Balquhidder ab, deren Begründer Sir William Stewart of Baldorran (um 1440–um 1500) ein Urenkel von Murdoch Stewart, 2. Duke of Albany, war. Sie spalteten sich später in die Stewarts von Ardvorlich, Glen Buckie, Gartnafuaran, und Annat. Als deren Hauptlinie wird der bis heute auf Ardvorlich House (am Loch Earn) ansässige Zweig angesehen, dessen gegenwärtiges Oberhaupt Alexander Stewart, 15. Laird of Ardvorlich ist.
Auf Murdoch Stewart, 2. Duke of Albany, führt sich auch die im Jahre 1800 in der Peerage of Ireland zu Earls Castle Stewart erhobene Linie zurück, die seit 2023 durch Andrew Stuart, 9. Earl Castle Stewart (* 1953) repräsentiert wird.
Einige weitere schottische Nebenlinien des Clan Stewart, in der alten Schreibweise, existieren ebenfalls bis heute, haben sich aber schon vor der schottischen Thronbesteigung von 1371 abgespalten und stammen somit nicht vom regierenden Haus Stuart ab. Die nicht-königlichen Stämme waren die seit dem 14. Jahrhundert in den schottischen Highlands – unter anderem auf Castle Stalker – ansässigen Stewarts of Appin (heutiger Chief ist Andrew Francis Stewart of Lorn, 17th of Appin and 12th of Ardsheal) und die Stewarts of Atholl der achten Verleihung des Titels Earl of Atholl (siehe unten). Als die heutige Hauptlinie des Clan Stewart werden die Earls of Galloway angesehen, die von John Stewart of Bonkyl (* vor 1269; † 1298) abstammen. Deren Oberhaupt ist Andrew Stewart, 14. Earl of Galloway (* 1949).
James Stewart of Lorne, ein Nachfahre von Alexander Stewart, 4. High Steward of Scotland, hatte zwei Söhne, John, der 1457 zum Earl of Atholl erhoben wurde und James, ab 1469 Earl of Buchan, dessen Titel 1551 an eine weibliche Nachfahrin fiel; seinem illegitimen Sohn James Stewart, 1. Laird of Traquair (1480–1513), vererbte er Traquair House, wo die Linie – seit 1633 Earls of Traquair – bis 1861 im Mannesstamm blühte; als katholische Loyalisten unterstützten sie die exilierten königlichen Stuarts.

Wappen der Stuart of Bute
Wappen der Stewarts of Ardvorlich
Wappen der Stewarts of Appin
Wappen der Earls of Galloway

### Earls of Atholl

Wappen der Earls of Atholl

Der Titel eines Earl of Atholl war schon mehrfach an Mitglieder des Hauses Stewart vergeben worden. So führten ihn König Robert II. von Schottland vor seiner Thronbesteigung, dessen Sohn Walter Stewart, 1. Earl of Atholl, David Stewart, 1. Duke of Rothesay und auch Robert Stewart, 1. Duke of Albany.
Die achte Verleihung des Titels fiel an eine Nebenlinie des Hauses Stewart, die von John Stewart of Bonkyl, abstammt. Dessen Urenkel Robert Stewart of Durisdeer († 1403), heiratete die Erbin der Lairds of Lorne. Sein Bruder und Erbe John wurde 1407 zum Laird der feudalen Baronie Lorne ernannt. Sein ältester Sohn Robert heiratete eine Tochter des Robert Stewart, 1. Duke of Albany. Beider Sohn John, 2. Laird of Lorne, wurde 1463 ermordet, seine Tochter und Erbin Isabel brachte Lorne an das Haus Campbell. Roberts jüngerer Sohn Walter war Stammvater der Lairds of Innermeath, die John Stewart, 6. Earl of Atholl, beerbten und Earls of Atholl in der neunten Verleihung wurden.
Johns, Laird of Lorne, jüngerer Sohn war James, der Schwarze Ritter von Lorne, der die schottische Exkönigin Joan Beaufort heiratete und Vater des John Stewart, 1. Earl of Atholl, ist. Nach dem Tod des 5. Earls 1595 wurde der Titel einer entfernten Seitenlinie neu verliehen, die aber 1625 mit James Stewart, 2. Earl of Atholl, ebenfalls erlosch; der Titel ging sodann in neuer Verleihung an einen Neffen des letzten Earls über, John Murray, Master of Tullibardine, dessen Nachfahren bis heute den ihnen 1703 verliehenen Titel Duke of Atholl führen.

### Bastardlinien
Ferner existieren einige „Bastardlinien“ der königlichen Stuarts bis heute im Mannesstamm. Eine der ältesten Bastardlinien stammt von John Stewart, einem unehelichen Sohn des schottischen Königs Robert II., ab. Dessen Nachfahren hatten ab dem 16. Jahrhundert das Erbamt des Sheriffs von Buteshire inne. James Stuart wurde 1627 zum Baronet Stuart of Bute erhoben. Sein Enkel James Stuart wurde 1703 zum Earl of Bute in der Peerage of Scotland erhoben. John Stuart, 3. Earl of Bute diente unter Georg III. als Premierminister. Mehrere seiner zahlreichen Nachkommen wurden als Abgeordnete in das House of Commons gewählt oder machten als Militärs Karriere. Aufgrund von Erbschaften fügten zahlreiche Mitglieder dem Namen Stuart weitere Namen zu. John Stuart, 4. Earl of Bute wurde 1796 zum 1. Marquess of Bute erhoben. John Crichton-Stuart, 3. Marquess of Bute, erwarb 1887 das Verwalteramt für den königlichen Falkland Palace, welches seine Nachfahren bis heute ausüben. James Stuart-Wortley, ein Enkel des 3. Earl of Bute, wurde 1826 zum Baron Wharncliffe erhoben. Sein Enkel Edward Montagu-Granville-Stuart-Wortley wurde 1876 zum Earl of Wharncliffe erhoben.
Weitere Bastardlinien der königlichen Stuarts sind die vom britischen König Karl II. abstammenden, in den Herzogsrang erhobenen Familien Lennox (Duke of Richmond), Scott (Duke of Buccleuch), FitzRoy (Duke of Grafton) und Beauclerk (Duke of St. Albans) sowie die katholischen, von Karls II. Bruder und Nachfolger Jakob II. abstammenden und mit ihm ins französische und später spanische Exil gegangenen Fitz-James (Duke of Berwick).